# Чемпионат Европы по волейболу среди мужчин 1987
15-й чемпионат Европы по волейболу среди мужчин прошёл с 25 сентября по 3 октября 1987 года в трёх городах Бельгии (Генте, Генке и Одергеме) с участием 12 национальных сборных команд. Чемпионский титул в 11-й раз в своей истории и в 9-й раз подряд выиграла сборная СССР.

## Команды-участницы
Бельгия — страна-организатор;
СССР, Чехословакия, Франция — по итогам чемпионата Европы 1985 года;
Югославия, Испания, Нидерланды, Болгария, Италия, Швеция, Греция, Румыния — по итогам квалификации.

## Система проведения чемпионата
12 финалистов чемпионата Европы на предварительном этапе были разбиты на две группы. По две лучшие команды из групп стали участниками плей-офф за 1—4-е места. Итоговые 5—8-е и 9—12-е места также по системе плей-офф разыграли команды, занявшие в группах соответственно 3—4-е и 5—6-е места.

## Города и игровые арены
Соревнования прошли в трёх городах Бельгии — Генте, Одергеме и Генке.
- Гент.

В арене «Tolhuis» прошли матчи плей-офф за 1—4 и 9—12 места.
- Одергем.

В зале «Willeghem» прошли матчи группы «А» предварительного этапа чемпионата.
- Генк.1—4

В арене «Eurassurhal» прошли матчи группы «B» предварительного этапа и плей-офф за 5—8 места.

## Предварительный этап

### Группа А
Одергем
| М | Команда    | 1   | 2   | 3   | 4   | 5   | 6   | И | В | П | С/П  | О  |
| - | ---------- | --- | --- | --- | --- | --- | --- | - | - | - | ---- | -- |
| 1 | СССР       |     | 3:1 | 3:1 | 3:0 | 3:2 | 3:0 | 5 | 5 | 0 | 15:4 | 10 |
| 2 | Франция    | 1:3 |     | 3:0 | 3:0 | 3:1 | 3:0 | 5 | 4 | 1 | 13:4 | 9  |
| 3 | Нидерланды | 1:3 | 0:3 |     | 3:0 | 3:0 | 2:3 | 5 | 2 | 3 | 9:9  | 7  |
| 4 | Югославия  | 0:3 | 0:3 | 0:3 |     | 3:2 | 3:0 | 5 | 2 | 3 | 6:11 | 7  |
| 5 | Италия     | 2:3 | 1:3 | 0:3 | 2:3 |     | 3:1 | 5 | 1 | 4 | 8:13 | 6  |
| 6 | Румыния    | 0:3 | 0:3 | 3:2 | 0:3 | 1:3 |     | 5 | 1 | 4 | 4:14 | 6  |

25 сентября: СССР — Румыния 3:0 (15:1, 15:5, 15:3); Франция — Италия 3:1 (10:15, 15:5, 15:5, 16:14); Нидерланды — Югославия 3:0 (15:6, 15:10, 15:1).
26 сентября: Франция — Югославия 3:0 (15:3, 15:11, 15:11); Италия — Румыния 3:1 (15:3, 9:15, 15:8, 15:12); СССР — Нидерланды 3:1 (15:10, 15:2, 4:15, 15:13).
27 сентября: СССР — Югославия 3:0 (15:6, 15:7, 15:6); Франция — Румыния 3:0 (15:8, 15:5, 15:5); Нидерланды — Италия 3:0 (15:5, 15:11, 15:10).
29 сентября: СССР — Италия 3:2 (15:13, 9:15, 7:15, 15:10, 15:3); Франция — Нидерланды 3:0 (15:7, 16:14, 15:6); Югославия — Румыния 3:0 (15:6, 15:9, 15:9).
30 сентября: СССР — Франция 3:1 (15:9, 15:12, 12:15, 16:14); Югославия — Италия 3:2 (7:15, 15:12, 17:15, 14:16, 15:13); Румыния — Нидерланды 3:2 (15:13, 9:15, 6:15, 15:9, 16:14).

### Группа В
Генк
| М | Команда      | 1   | 2   | 3   | 4   | 5   | 6   | И | В | П | С/П  | О |
| - | ------------ | --- | --- | --- | --- | --- | --- | - | - | - | ---- | - |
| 1 | Швеция       |     | 3:1 | 3:2 | 0:3 | 3:1 | 3:0 | 5 | 4 | 1 | 12:7 | 9 |
| 2 | Греция       | 1:3 |     | 3:2 | 3:2 | 3:1 | 3:0 | 5 | 4 | 1 | 13:8 | 9 |
| 3 | Чехословакия | 2:3 | 2:3 |     | 3:2 | 3:1 | 3:0 | 5 | 3 | 2 | 13:9 | 8 |
| 4 | Бельгия      | 3:0 | 2:3 | 2:3 |     | 0:3 | 3:0 | 5 | 2 | 3 | 10:9 | 7 |
| 5 | Болгария     | 1:3 | 1:3 | 1:3 | 3:0 |     | 3:1 | 5 | 2 | 3 | 9:10 | 7 |
| 6 | Испания      | 0:3 | 0:3 | 0:3 | 0:3 | 1:3 |     | 5 | 0 | 5 | 1:15 | 5 |

25 сентября: Греция — Чехословакия 3:2 (13:15, 15:8, 15:6, 4:15, 15:5); Бельгия — Испания 3:0 (16:14, 15:9, 15:13); Швеция — Болгария 3:1 (15:8, 9:15, 15:13, 15:10).
26 сентября: Чехословакия — Испания 3:0 (15:4, 15:5, 15:12); Бельгия — Швеция 3:0 (15:0, 15:0, 15:0); Греция — Болгария 3:1 (7:15, 15:8, 15:8, 15:8).
27 сентября: Швеция — Чехословакия 3:2 (16:14, 5:15, 7:15, 15:6, 15:11); Болгария — Бельгия 3:0 (15:11, 15:7, 15:13); Греция — Испания 3:0 (15:7, 15:9, 15:12).
29 сентября: Швеция — Испания 3:0 (15:5, 15:4, 15:13); Греция — Бельгия 3:2 (15:7, 10:15, 15:7, 12:15, 15:8); Чехословакия — Болгария 3:1 (5:15, 15:11, 17:15, 15:11).
30 сентября : Швеция — Греция 3:1 (15:8, 10:15, 15:10, 15:12); Болгария — Испания 3:1 (11:15, 15:6, 15:7, 15:7); Чехословакия — Бельгия 3:2 (15:12, 4:15, 7:15, 15:6, 15:12).

## Плей-офф
Гент/Генк

### Полуфинал за 1—4 места
2 октября. Гент
Франция — Швеция 3:0 (15:10, 15:9, 15:5)
СССР — Греция 3:0 (15:5, 15:5, 15:12)

### Полуфинал за 5—8 места
2 октября. Генк
Чехословакия — Югославия 3:2 (15:11, 10:15, 15:4, 4:15, 15:13)
Нидерланды — Бельгия 3:2 (10:15, 10:15, 15:10, 15:9, 15:9)

### Полуфинал за 9—12 места
2 октября. Гент
Италия — Испания 3:1 (15:10, 12:15, 15:7, 15:9)
Румыния — Болгария 3:0 (15:11, 15:8, 15:3)

### Матч за 11-е место
3 октября. Гент
Болгария — Испания 3:0 (16:14, 15:10, 15:9)

### Матч за 9-е место
3 октября. Гент
Италия — Румыния 3:0 (15:5, 15:4, 16:14)

### Матч за 7-е место
3 октября. Генк
Бельгия — Югославия 3:0 (15:2, 15:13, 15:13)

### Матч за 5-е место
3 октября. Генк
Нидерланды — Чехословакия 3:0 (17:15, 15:12, 15:10)

### Матч за 3-е место
3 октября. Гент
Греция — Швеция 3:2 (14:16, 15:9, 6:15, 15:10, 16:14)

### Финал
3 октября. Гент
СССР — Франция 3:1 (15:7, 15:6, 7:15, 15:9)

## Итоги

### Положение команд
| СССР            | 7. Бельгия   |
| Франция         | 8. Югославия |
| Греция          | 9. Италия    |
| 4. Швеция       | 10. Румыния  |
| 5. Нидерланды   | 11. Болгария |
| 6. Чехословакия | 12. Испания  |

### Призёры
СССР: Юрий Панченко, Владимир Шкурихин, Валерий Лосев, Александр Сороколет, Ярослав Антонов, Игорь Рунов, Александр Гордиенко, Александр Чёрный, Яанус Лиллепуу, Геннадий Черемисов, Павел Моисеенко, Андрей Кузнецов. Главный тренер — Геннадий Паршин.
  Франция: Филипп Блэн, Эрик Бувье, Патрик Дюфло, Ален Фабиани, Стефан Фор, Люк Гарлен, Жан-Марк Жюрковис, Эрве Маззон, Кристоф Мено, Эрик Н‘Гапе, Оливье Россар, Лоран Тийе. Главный тренер — Эрик Даниэль.
  Греция: Сотирис Амарианакис, Яннис Николаидис, Димитрис Гонтикас, Макис Димитриадис, Георгиос Драковиц, Димитрис Казацис, Стелиос Казацис, Вангелис Куцоникас, Костас Маргаронис, Танасис Мустакидис, Тасос Тенцерис, Михалис Триандафилидис. Главный тренер — Танасис Маргаритис.

### MVP
Самым ценным игроком (MVP) чемпионата признан нападающий сборной Франции Филипп Блэн.